# Kokugaku
Le kokugaku (kyūjitai : 國學 ; shinjitai : 国学 ; « études nativistes ») est une école de philologie et philosophie japonaise apparue au cours de l'époque d'Edo. Les disciples du kokugaku travaillent à recentrer l'éducation japonaise, dominée alors par l'étude des textes chinois, confucéens et bouddhistes, vers les classiques japonais.

## Histoire
Ce qui est plus tard devenu le kokugaku est d'abord connu sous les noms Kogaku (« études anciennes »), wagaku (« études japonaises ») ou inishie manabi, un terme développé par Motoori Norinaga et son école. Se basant fortement sur le shinto et la littérature ancienne japonaise, l'école étudiait surtout l'âge d'or de la culture et de la société japonaises. Ils[Qui ?] ont utilisé la poésie japonaise antique d'avant la période féodale (XIIe siècle) et d'autres domaines culturels pour faire ressortir des concepts purement japonais. Un de ces concepts est le « mono no aware ».
Le mot « kokugaku », inventé pour distinguer cette école du kangaku (« études chinoises »), a été popularisé par Hirata Atsutane au XIXe siècle. Il a été traduit en « études indigènes » et a représenté une réponse aux théories sinocentriques des néo-confucéens. Les disciples du Kokugaku ont critiqué les pensées répressives des penseurs confucéens et ont essayé de rétablir la culture japonaise avant l'afflux des modes de pensée et de comportement étrangers.
Par la suite, les penseurs du Kokugaku ont réussi à gagner puissance et influence dans la société japonaise. Plus tard, leur pensée a influencé la philosophie et le mouvement Sonnō jōi. C'était cette philosophie, notamment, qui a mené à l'effondrement des Tokugawa en 1868 et à la restauration de Meiji. Mais aussi du shinto et du socialisme d'État développés à partir de la pensée du Mitogaku et qui a indirectement mené à l'expansion impérialiste du Japon.

## Principes
Les disciples du Kokugaku soutiennent l'idée que la nation japonaise était naturellement pure et révélera toute sa splendeur une fois que les influences (chinoises) étrangères seront enlevées. Le « cœur chinois » était différent du « vrai cœur » ou du « cœur japonais ». Ce véritable esprit japonais ne sera révélé qu'en enlevant mille ans d'influence chinoise négative.

## Élèves connus du Kokugaku
- Hagiwara Hiromichi
- Hirata Atsutane
- Kada no Azumamaro
- Kamo no Mabuchi
- Fujitani Nariakira
- Toda Mosui
- Katori Nahiko
- Motoori Norinaga
- Motoori Ōhira
- Motoori Haruniwa
- Nakane Kōtei
- Ueda Akinari
- Date Munehiro